# エドワード・ウォード (第7代ダドリー男爵)
第7代ダドリー男爵および第2代ウォード男爵エドワード・ウォード（英語: Edward Ward, 7th Baron Dudley and 2nd Baron Ward、1631年 – 1701年8月3日）は、イングランド貴族。

## 生涯
初代ウォード男爵ハンブル・ウォードと第6代ダドリー女男爵フランシス・ウォードの息子として、1631年に生まれた。
1670年10月14日に父が死去すると、ウォード男爵の爵位を継承、同年12月5日に貴族院議員に就任した。さらに母が1697年8月に死去すると、ダドリー男爵の爵位も継承した。貴族院では1697年に第3代準男爵サー・ジョン・フェンウィックの私権剥奪に賛成した。
1701年8月3日に死去、8日にヒムリーで埋葬された。息子ウィリアムに先立たれたため孫エドワードが爵位を継承した。

## 家族
フランシス・ブリアートン（Frances Brereton、1676年11月21日埋葬、初代準男爵サー・ウィリアム・ブリアートンの娘）と結婚、3男3女をもうけた。
- ジョン（1675年没）
- ウィリアム（1660年 – 1692年5月16日埋葬） - フランシス・ディルク（Frances Dilke、ウィリアム・ディルクの娘）と結婚、子供あり。第8代ダドリー男爵および第3代ウォード男爵エドワード・ウォードと第10代ダドリー男爵および第5代ウォード男爵ウィリアム・ウォードの父、第11代ダドリー男爵ファーディナンド・ダドリー・リーの祖父。第12代ダドリー男爵ファーディナンド・ダドリー・ウィリアム・リーの先祖にもあたる
- ファーディナンド（Ferdinando、1717年没）
- キャサリン - 1683年11月21日、ジョン・グレイ（John Grey）と結婚、子供あり
- レティス（Lettice） - 夭折
- ハンブレッタ（Humbletta） - トマス・ポーター（Thomas Porter）と結婚